# Komet Barnard 2
Komet Barnard 2 ali 177P/Barnard je periodični komet z obhodno dobo okoli 118,8 let.

 Komet po klasični definiciji pripada Halleyjevi družini kometov . 
Spada tudi med telesa, ki se Zemlji zelo približajo ˙(Near Earth object ali NEO).

## Odkritje[1]
Komet je odkril 24. junija 1889 ameriški astronom Edward Emerson Barnard (1857–1923) na Observatoriju Lick v Kaliforniji, ZDA. Po 116 letih so ga ponovno odkrili 19. julija 2006, ko je prišel na oddaljenost samo 0,3662 a.e. od Zemlje. Od poznega julija in do konca septembra 2006 je bil bolj svetel, kot so pričakovali (imel je magnitudo 8). Nahajal se je v ozvezdju Herkula in Zmaja.
Barnardov prvi komet D/1884 O1 (Barnard 1) so nazadnje videli 20. novembra 1884. Predvidevajo, da je razpadel. Komet 206P/Barnard-Boattini pa je bil prvi komet, ki so ga našli s pomočjo fotografije. Najprej so ga izgubili, ponovno ga je našel 7. oktobra 2008 Andrea Boattini.